# Appelterre
Appelterre is een dorp in Appelterre-Eichem, deelgemeente van de stad Ninove in de Belgische provincie Oost-Vlaanderen.
Appelterre ligt in het zuidwestelijke deel van de deelgemeente. Bijna twee kilometer ten noordoosten ligt Eichem, dat door lintbebouwing tegenwoordig met Appelterre is verbonden. In het zuidwesten is het dorp door lintbebouwing verbonden met het gehucht Loost in deelgemeente Zandbergen van Geraardsbergen.

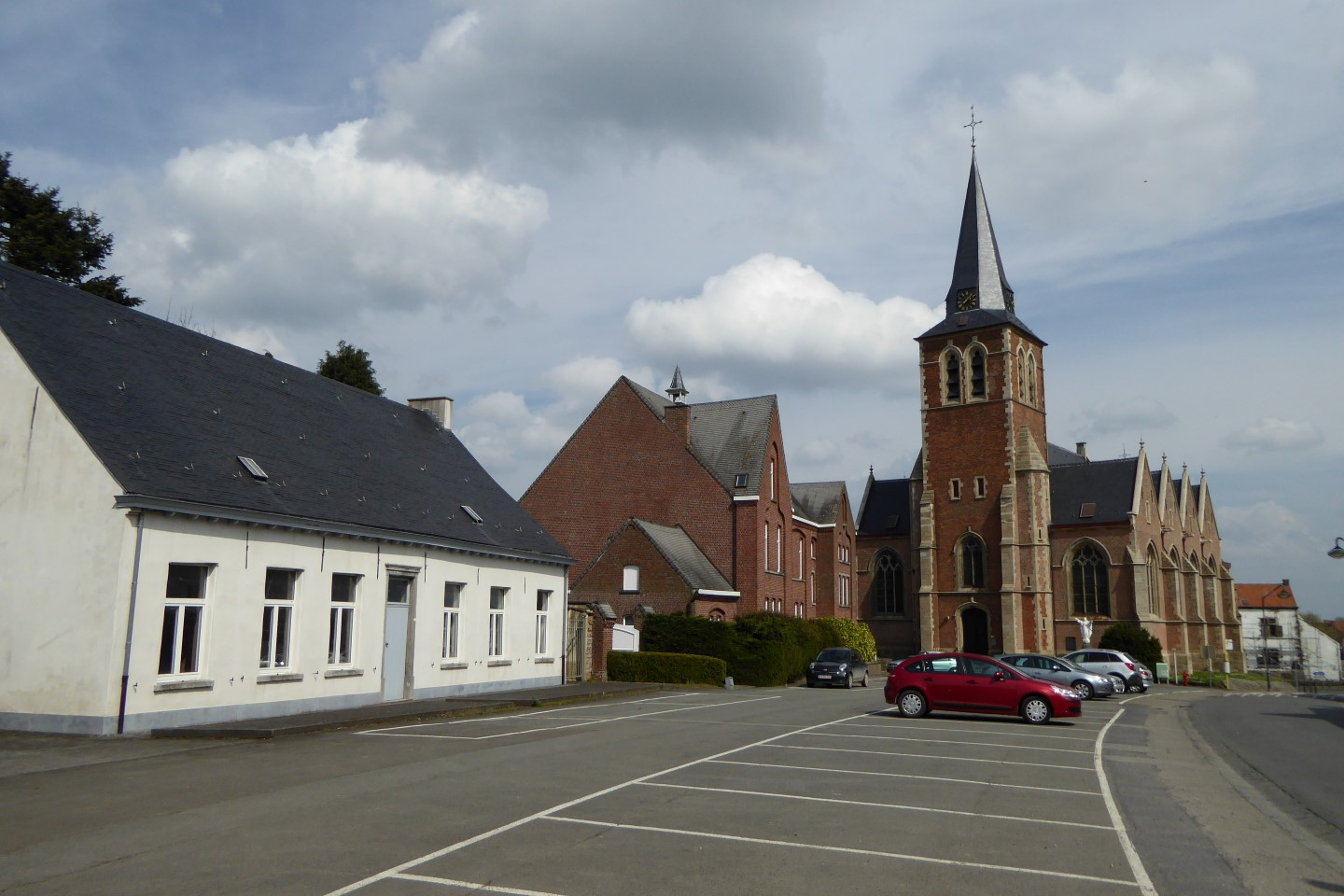
Dorpscentrum van Appelterre

## Geschiedenis
Een oude vermelding van Appelterre gaat terug tot 1218 als Aptres, een jaar later als Apeltres. Uit 1238 dateert Apeltren en Appelterre vindt men al in 1257 terug. De naam bestaat uit "apel" of appel en "tre" of boom; het is dus een plaats waar appelbomen groeien.
De abdij van Ninove, het Sint-Gertruikapittel van Nijvel en ook het Sint-Janshospitaal van Gent bezaten er eigendommen en pachthoeven. Reeds in de 17de eeuw werd Eichem bij Appelterre gevoegd.
De kaart van Fricx uit het begin van de 18de eeuw geeft de plaatsnaam Appelteyren weer. De Villaretkaart uit het midden van de 18de eeuw toont het dorp Aupelster ; De Ferrariskaart uit de jaren 1770 het dorp Appelterre.
Op het eind van het ancien régime, toen tijdens de Franse bezetting op het eind van de 18de eeuw de gemeenten werden gecreëerd, werd Appelterre een gemeente, maar deze werd al gauw samengebracht met Eichem in de gemeente Appelterre-Eichem.
In het midden van de 19de eeuw werden ten zuidoosten van Appelterre de spoorlijn tussen Denderleeuw en Geraardsbergen geopend. Ter hoogte van Appelterre kwam er een stopplaats, later een station.
In de 19de eeuw werd het dorp bekend als tabaksdorp omwille van de tabaksteelt die er uitgroeide. De inwoners kregen hierdoor de bijnaam toebakboeren.
In de laatste decennia van de 20ste eeuw werd ten noordwesten van Eichem de Expresweg, een stuk van N45, aangelegd. Deze weg kreeg in 2012 de naam Tabakslaan, naar de bekendheid van Appelterre als tabaksdorp.

## Bezienswaardigheden
- De neogotische Sint-Gertrudiskerk is een beschermd monument.
- De Hoeve Kapittelhof in de dorpskom is woonhuis van 1637 dat afhing van de Abdij van Nijvel.[2]
- De Wildermolen is gesitueerd op de (Wilder)kouter tussen Appelterre en Eichem.
- De Sint-Rochuskapel

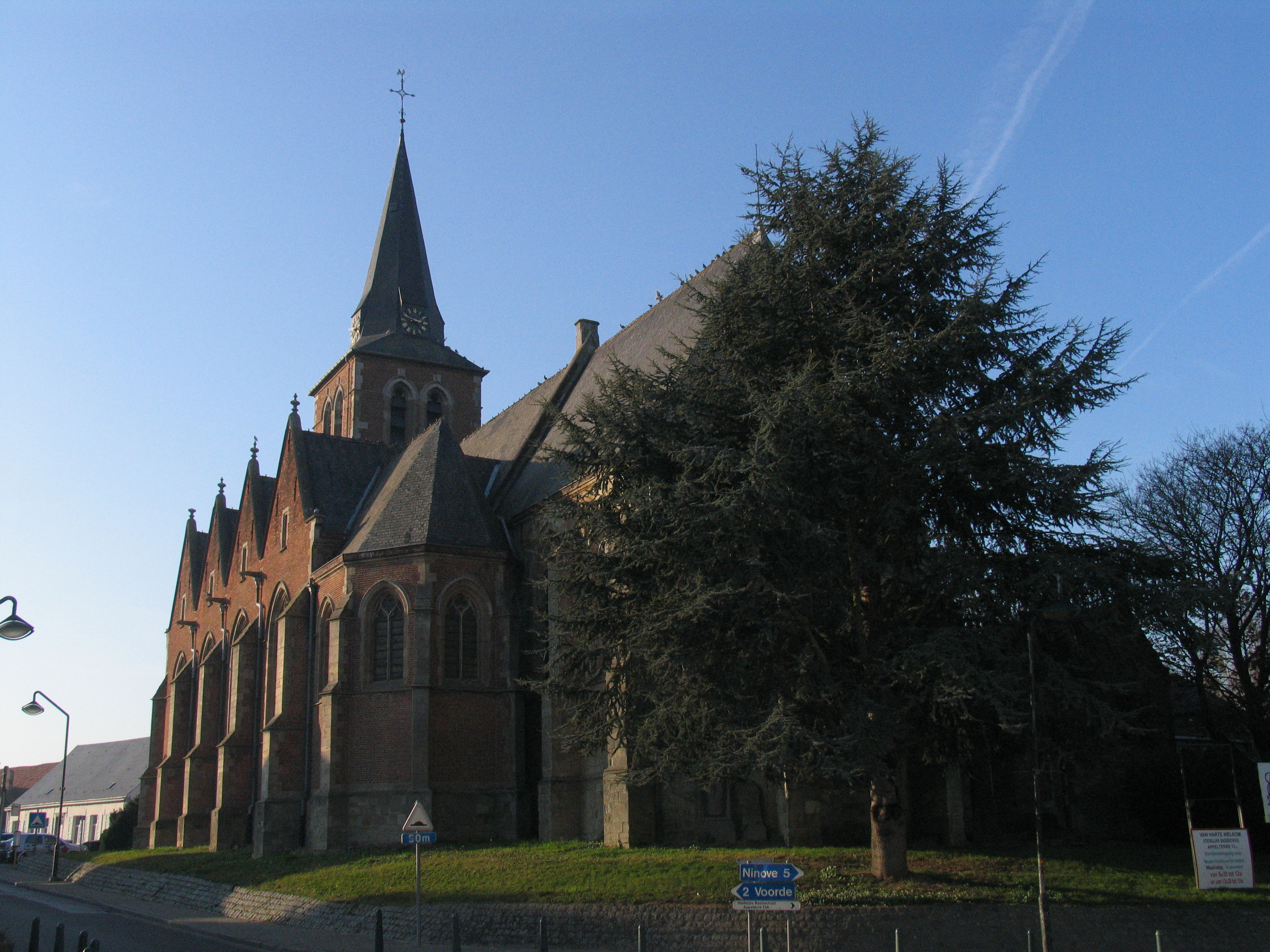
Sint-Gertrudiskerk
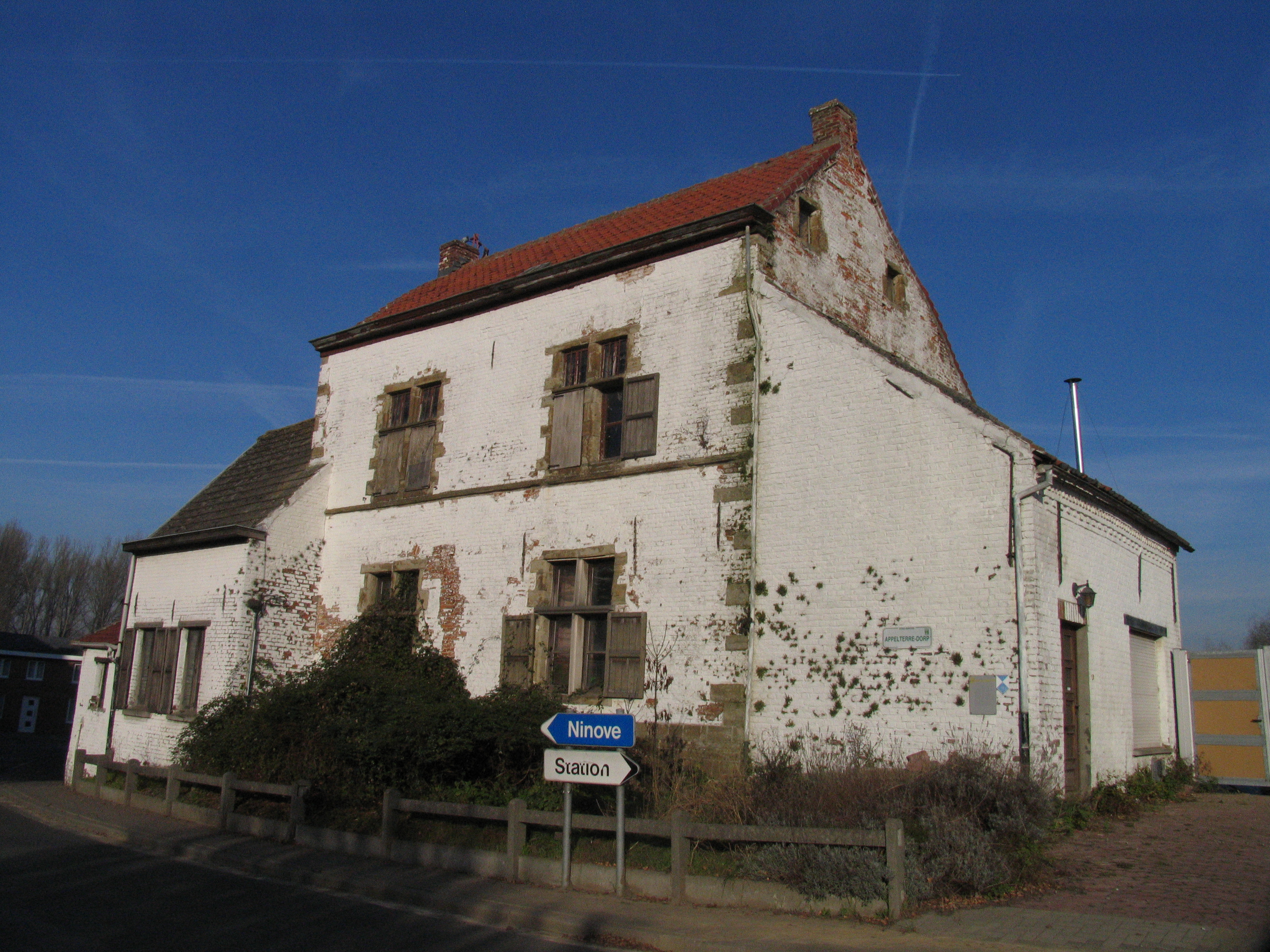
Kapittelhof
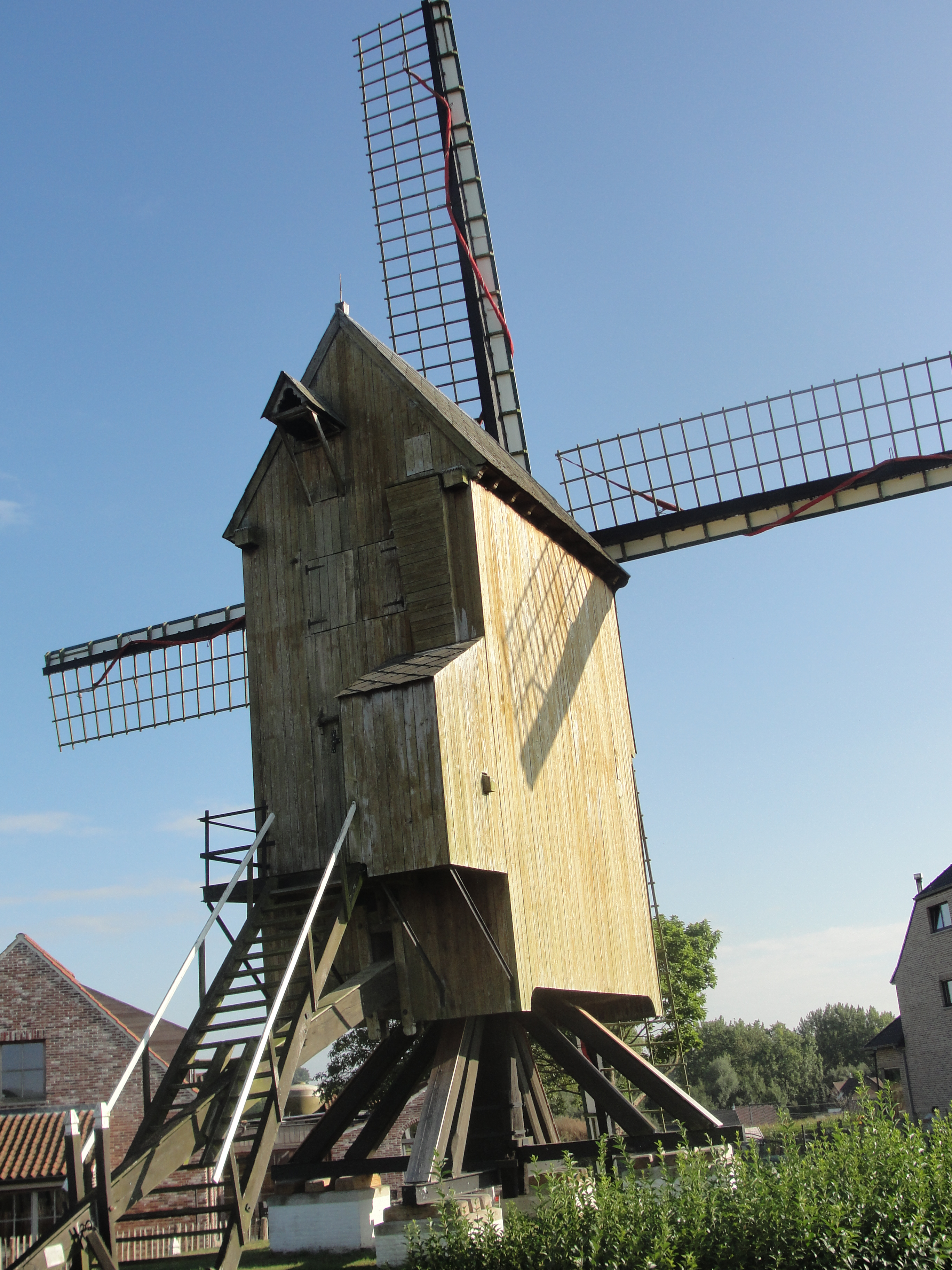
Wildermolen

## Natuur en landschap
Appelterre ligt aan de Dender en aan de Rijt die parallel daaraan naar het noordoosten stroomt. De hoogte bedraagt 11-21 meter. Een natuurgebied is de Dendervallei .

## Verkeer en vervoer
Langs spoorlijn 90 staat het station Appelterre.
Ten noordwesten van het dorp loopt de N45 (Tabakslaan), een deel van een onvolledige weg tussen Ninove en Geraardsbergen.

## Sport
In Appelterre speelt de voetbalclub K Eendracht Appelterre-Eichem.

## Nabijgelegen kernen
Eichem, Voorde, Zandbergen
Deelgemeenten: Appelterre-Eichem · Aspelare · Denderwindeke · Lieferinge · Meerbeke · Nederhasselt · Neigem · Ninove · Okegem · Outer · Pollare · Voorde

Overige dorpen, gehuchten en wijken: Appelterre · Bevingen · Boterdaal · Dasselt · Eichem · Herlinckhove · Lebeke · Linkebeek · Muylem · Nederwijk · Nijken · Prindaal · Renderstede · Roesbeke · Roost · Slettem · Steenhout · Terbert · Varenberg · Vogelenzang · Waalhove · Zevenkoten

Belgische gemeenten · Arrondissement Aalst · Oost-Vlaanderen · Vlaanderen